# ФК Шећеранац Ада
ФК Шећеранац је београдски фудбалски клуб основан 1933 године. Поред имена Шећеранац, носио је и име Слован, Слобода и Београд. Председник Ненад Тимотијевић, генерални секретар Владимир Трифуновић  а тренер Ненад Тимотијевић. Клуб се тренутно такмичи у  Првој Београдској  лиги Фудбалског Савеза Београда.